# Adam Hicks
Adam Paul Nielson Hicks (Las Vegas, Estats Units, 28 de novembre de 1992), més conegut com a Adam Hicks, és un actor, raper, cantant i compositor estatunidenc. El seu primer paper com a protagonista fou a How to Eat Fried Worms. És més conegut per interpretar Luther a la sèrie Zeke y Luther i protagonitzar la pel·lícula Lemonade Mouth com a Wen Gifford. Va tenir un paper recurrent a la segona temporada de Jonas L.A. com a DZ, i fou un dels protagonistes de Pair of Kings.

## Primers anys
Adam va néixer a Las Vegas, Nevada. És fill de Lucy i Ron, i germà de Tristan Hicks.

## Carrera d'actor
Hicks va tenir un paper recurrent a Titus i va tenir papers en diverses pel·lícules i sèries de televisió abans d'interpretar el paper principal en How to Eat Fried Worms. Després va aparèixer a Mostly Ghostly: Who Let the Ghosts Out? juntament amb moltes altres estels de Disney Channel. En 2009, va prendre el paper coprotagonista com a Luther en la Sèrie Original de Disney XD, Zeke & Luther. En 2011, va protagonitzar la Pel·lícula Original de Disney Channel, Lemonade Mouth com Wendell "Wen" Gifford. També ha estat co-protagonista de Pair of Kings en la tercera temporada i ha protagonitzat The Boy next door.

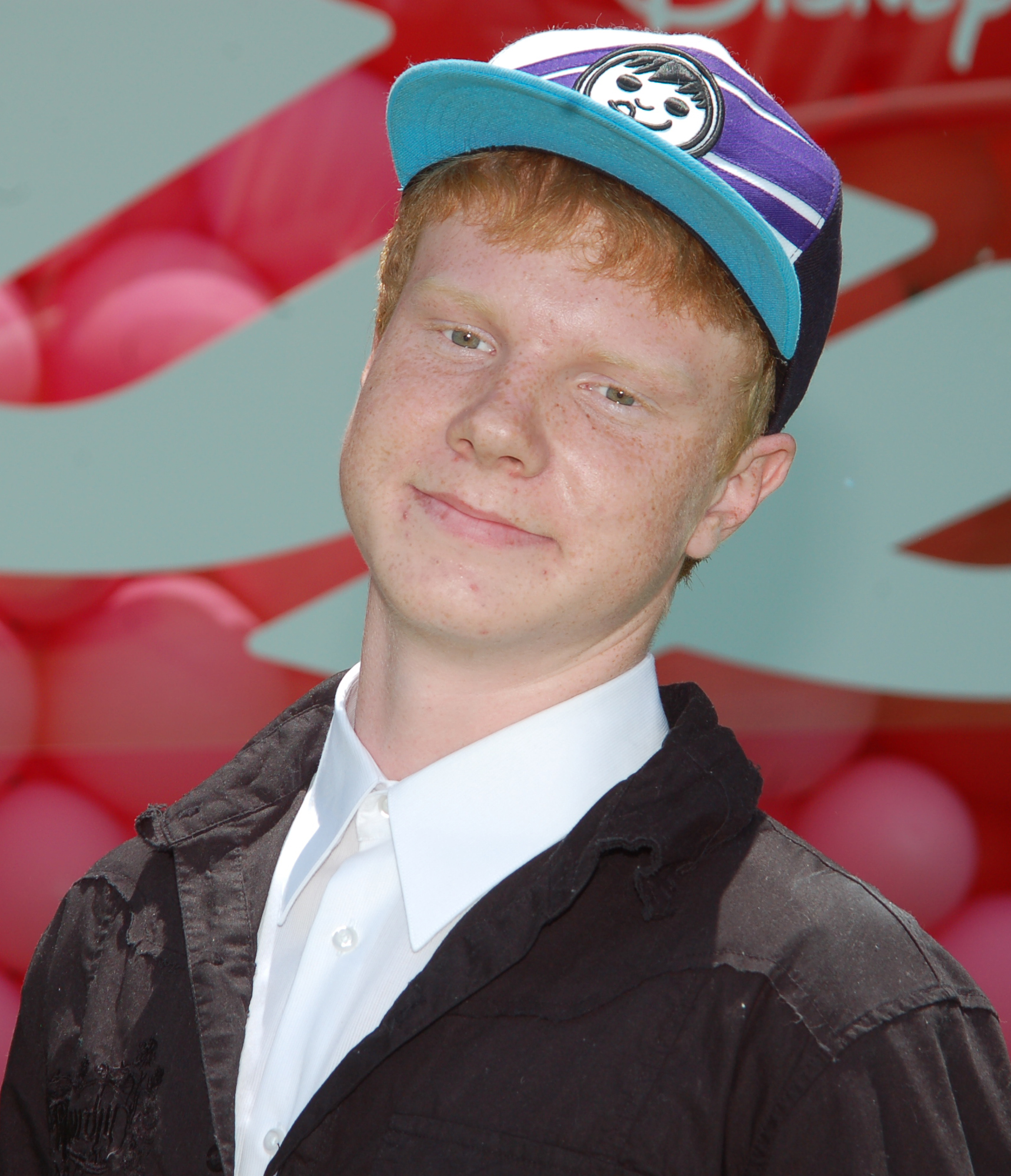
Adam Hicks en maig de 2009.

## Carrera musical
Adam Hicks gravà un cover de la cançó de MC Hammer U Can't Touch This amb el coprotagonista de Zeke y Luther, Daniel Curtis Lee. El vídeo es va estrenar a Disney XD Estats Units, el 29 de juny de 2009. Mentre que a Disney XD Latinoamérica s'estrenà el 24 de juliol de 2009. Va fer un remix de la cançó In the Summertime de Mungo Jerry. A finals de 2010 va escriure i gravar la cançó Happy Universal Holidays amb Ryan Newman. A principis de 2011 va llançar la cançó "Dance For Life", amb Drew Seeley per a la Sèrie Original de Disney Channel, Shake It Up!, que va ser presentada a Shake iT Up: Break iT Down. Hicks ha coescrit les cançons "Determinate", "Breakthrough" i "High Wire" per Lemonade Mouth. Hicks va gravar la cançó We Burnin' Up, amb Chris Brochu, que es va estrenar a Disney XD a mitjans del 2011. El 15 de setembre de 2011 es va publicar "Las Vegas (My City)", un himne a la seva ciutat natal sobre les seves lluites i els seus somnis per tenir èxit en el negoci de l'entreteniment. Ell de moment no ha signat amb cap segell discogràfic.

## Filmografia

### Pel·lícules
| Any  | Títol                                   | Personatge        | Notes                                 |
| ---- | --------------------------------------- | ----------------- | ------------------------------------- |
| 2002 | The Funkhousers                         | Robbie Funkhouser | telefilm.                             |
| 2005 | Down and Derby                          | Brady Davis       |                                       |
| 2005 | The 12 Dogs of Christmas                | Mike Stevens      |                                       |
| 2006 | The Shaggy Dog                          | Quarterback       |                                       |
| 2006 | How to Eat Fried Worms                  | Joe Guire         |                                       |
| 2008 | Mostly Ghostly: Who Let the Ghosts Out? | Colin Doyle       | Pel·lícula per televisió.             |
| 2011 | Lemonade Mouth                          | Wendell Gifford   | Pel·lícula Original de Disney Channel |
| 2012 | Mr. Young                               | Staff             |                                       |
| 2016 | Little Savages                          | Billy             |                                       |
| 2015 | The Boy Next Door                       | Jason Zimmer      |                                       |
| 2015 | Up on the Wooftop                       | Toby              |                                       |
| 2015 | Windsor                                 | Clint             |                                       |
| 2015 | Shifting Gears                          | Jeremy Williamson |                                       |

### Televisió
| Any       | Títol                          | Personatge            | Episodis | Notes                            |
| --------- | ------------------------------ | --------------------- | -------- | -------------------------------- |
| 2000-2002 | Titus                          | Dave als cinc anys    | 18       |                                  |
| 2002      | That Was Then                  | Joshua Harrison       | 1        |                                  |
| 2010      | Jonas L.A.                     | Dennis 'DZ' Zimmerman | 4        | Sèrie Original de Disney Channel |
| 2012      | Southland                      | Mike                  | 1        |                                  |
| 2009-2012 | Zeke & Luther                  | Luther Jerome Waffles | 77       | Sèrie Original de Disney Channel |
| 2012-2013 | Pair of Kings                  | Rey Boz               | 31       | Sèrie Original de Disney Channel |
| 2013      | CSI: Crime Scene Investigation | Tyler Banks           | 1        |                                  |
| 2015      | Texas Rising                   | Truett Fincham        | 2        | Minisèrie                        |

## Discografia

### Àlbums

#### Àlbums de bandes sonores
| Títol | Detalls                                                                                     | Máxima posición | Máxima posición | Máxima posición | Máxima posición | Máxima posición |
| Títol | Detalls                                                                                     | US              | US OST          | US Kids         | AUS             | POL             |
| --- | ------------------------------------------------------------------------------------------- | --------------- | --------------- | --------------- | --------------- | --------------- |
| Lemonade Mouth                                                                                             | - Publicat: 12 d'abril de 2011 - Format: CD, descàrrega digital - Discográfica: Walt Disney | 4               | 1               | 1               | 71              | 26              |
| "—" indica un tema que no va ser publicat o no es va posicionar a les llistes d'èxits en aquest territori. |                                                                                             |                 |                 |                 |                 |                 |

### Senzills
| Títol                              | Any  | Màxima posició | Màxima posició | Àlbum               |
| Títol                              | Any  | US             | CAN            | Àlbum               |
| ---------------------------------- | ---- | -------------- | -------------- | ------------------- |
| "Las Vegas (My City)"              | 2011 | —              | —              | senzill no en àlbum |
| "We Burnin' Up" (amb Chris Brochu) | 2011 | —              | —              | senzill no en àlbum |

#### Com a artista invitat
| Títol                                                                                           | Any  | Màxima posició | Màxima posició | Màxima posició | Màxima posició | Màxima posició | Àlbum          |
| Títol                                                                                           | Any  | US             | US Heat        | US Digital     | CAN            | GER            | Àlbum          |
| ----------------------------------------------------------------------------------------------- | ---- | -------------- | -------------- | -------------- | -------------- | -------------- | -------------- |
| "Determinate" (Bridgit Mendler amb Adam Hicks)                                                  | 2011 | 51             | 1              | 28             | 82             | 92             | Lemonade Mouth |
| "Breakthrough" (entre Elenc de Lemonade Mouth)                                                  | 2011 | 88             | 11             | —              | —              | —              | Lemonade Mouth |
| "—" indica un tema que no va ser publicat o no entrà a les llistes d'èxits en aquest territori. |      |                |                |                |                |                |                |